# (2791) Paradise
(2791) Paradise es un asteroide perteneciente al cinturón de asteroides descubierto por Schelte John Bus el 13 de febrero de 1977 desde el observatorio del Monte Palomar, Estados Unidos.

## Designación y nombre
Paradise fue designado inicialmente como 1977 CA.
Más adelante, en 1983, se nombró por la localidad californiana de Paradise.

## Características orbitales
Paradise orbita a una distancia media de 2,396 ua del Sol, pudiendo alejarse hasta 2,809 ua y acercarse hasta 1,982 ua. Su excentricidad es 0,1725 y la inclinación orbital 31,09 grados. Emplea en completar una órbita alrededor del Sol 1354 días.

## Características físicas
La magnitud absoluta de Paradise es 12,2 y el periodo de rotación de 9,81 horas. Está asignado al tipo espectral SU de la clasificación Tholen y al Sa de la SMASSII.